# Nils Alwall
Nils Alwall, född 7 oktober 1904 i Kiaby, död 2 februari 1986 i Lund, var en svensk läkare och uppfinnare som var en betydelsefull pionjär inom dialys.
Nils Alwall studerade medicin vid Lunds universitet och var vice ordförande i Lunds studentkår 1932. Han studerade fysiologi och farmakologi innan han blev underläkare i invärtes medicin i Lund. År 1935 blev hans doktorsavhandling klar. Han var professor i medicin, särskilt njursjukdomar, vid Lunds universitet åren 1957 till 1971.
Han var från 1941 gift med Ellen Alwall, född Alströmer. De fick barnen Anders, Margaretha och Patrik. Nils Alwall är gravsatt i minneslunden på Norra kyrkogården i Lund.

## Dialys och Gambro
Första gången som Alwalls konstgjorda njure användes för dialys på en patient var 3–4 september 1946. Då hade han tidigare genomfört dialys på kaniner. Nederländaren Willem Johan Kolff anses förvisso ha konstruerat den allra första artificiella njuren 1943, som dock inte var konstruerad på ett sätt som gjorde den kliniskt användbar.
Alwalls uppfinning låg till grund för företaget Gambro som bildades i Lund 1964 och som 1967 lanserade sin första konstgjorda njure. Alwall och entreprenören Holger Crafoord, som tidigare arbetat åt Ruben Rausing och på så sätt skaffat sig ett kapital, stod bakom Gambros grundande. Gambro har därefter också utvecklat andra medicinska teknologier, bland annat för att behandla blod utanför kroppen blodkomponentteknologier som separerar blodet i olika beståndsdelar som sedan kan användas i vården av cancerpatienter.
År 2009 namngavs en byggnad vid Universitetssjukhuset i Lund efter Alwall. Den tidigare barnkliniken, där bland annat njurkliniken håller till, fick då namnet Alwallhuset.